# Pierre Palliot

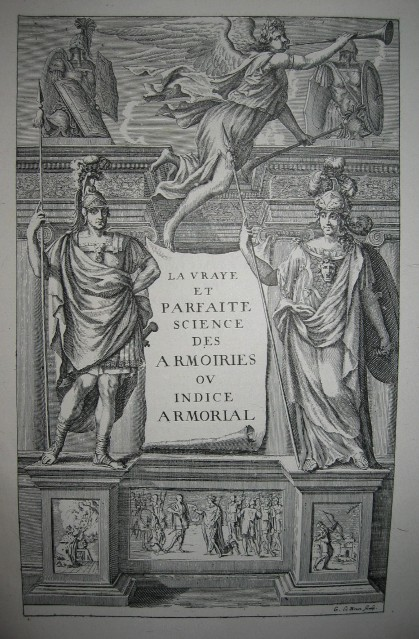
Palliot, La Vraye et parfaite science des armoiries (Paris, 1660)

Palliot (Pierre), imprimeur et généalogiste, né à Paris en 1608, de bonne famille, se maria à 25 ans à Dijon avec la fille d’un imprimeur ; alliance qui le détermina à embrasser la profession de son beau-père, qu’il a exercée longtemps, et toujours honorablement. Il a imprimé tous ses livres, qui sont en très grand nombre, mais qui n’intéressent que les curieux de la généalogie des maisons de Bourgogne. Palliot grava lui-même le nombre prodigieux de planches de blason dont ils sont remplis. C’était un homme exact et infatigable au travail. Il mourut à Dijon en 1698, à l’âge de 89 ans, et laissa sur les familles de Bourgogne 13 volumes in-folio de mémoires manuscrits qui étaient dans la bibliothèque de M. Joly de Blezé, maître des Requêtes ; j’ignore où ils ont passé depuis.»

## Œuvres
- Pierre Palliot, Le Parlement de Bourgogne, son origine, son établissement et son progrès, avec les noms, sur-noms, qualités, armes et blasons, des présidents, chevaliers, conseillers, avocats et procureurs généraux, et greffiers, qui y ont été jusques à présent, Dijon, P. Palliot, 1649, 378 p. (OCLC 459081836, lire en ligne).
- Pierre Palliot, La Vraye et parfaite science des armoiries, ou l'Indice armorial de feu maistre Louvan Géliot,… augmenté de nombres de termes et enrichy de grande multitude d'exemples des armes des familles tant françoises qu'estrangères…, Dijon, 1660, 678 p. (lire en ligne).
- Suppléments: Pierre Palliot, La vraye et parfaite science des armoiries, ov l'Indice armorial de fev maistre Lovvan Geliot, advocat av Parlement de Bovrgongne : Apprenant, et expliqvant sommairement les mots & figures dont on se sert au blason des armoiries, & l'origine d'icelles / Avgmenté de nombre de termes, et enrichy de grande multitude d'exemples des Armes des familles tant Françoise qu'estrangeres; des Institutions des Ordres, et de leurs Colliers; des marques des Dignités et Charges; des ornemens des Escus; de l'Office des Roys, des Hérauds, et des Poursuiuans d'Armes; et autres curiosités despendantes des Armoiries... Par Pierre Palliot... Dijon : l'auteur, Paris, Frédéric Léonard, 1664, 778 p. (lire en ligne).
- Pierre Palliot, Dessein ou Idée historique et généalogique du duché de Bourgogne, projeté par Pierre Palliot... généalogiste dudit duché, S. L., 1664 (lire en ligne).
- d'Hozier et Pierre Palliot, La Généalogie et les alliances de la maison d'Amanzé au comté de Masconnois… dressée sur titres… par le sieur d'Hozier ; avec les preuves et quelques additions mises par Pierre Palliot.., S.L., P. Palliot, 1659 (OCLC 418984733, lire en ligne).
- Pierre Palliot, Histoire généalogique des comtes de Chamilly, de la maison de Bouton, au duché de Bourgongne, dans le bailliage de Châlon, issue de celle de Jauche, du duché de Brabant ; justifiée par divers titres particuliers d'églises, tombeaux, épitaphes, etc., Dijon et Paris, Pierre Palliot et Helie Iosset, 1671, 333 p., In-fol (OCLC 258393493, lire en ligne).
- Pierre Palliot, Preuves de l'histoire généalogique de la maison de Bouton, au duché de Bourgongne, dans le bailliage de Chalon, tirées de divers trésors particuliers…, Dijon, P. Palliot, 1665, 212 p., In-fol (lire en ligne).
- Palliot, Pierre. Tabula geographica Europae. [Europae et Africae, Asiae et Americae]. – Dijon : P. Palliot, 1644. – 3 tableaux en 6 f. in-fol..
- Pierre Palliot, Généalogie de la famille des de Massol en Bourgongne, faite et dressée sur tiltres et bonnes preuves par Pierre Palliot, parisien, historiographe du Roy et généalogiste du duché de Bourgongne. M. DC. LXXIX, P. Palliot, 1679, 51 p.